# Rio Ferdinand
Rio Gavin Ferdinand (Peckham, 1978. november 7. –) Saint Lucia-i és dominikai származású angol labdarúgó. Posztját tekintve hátvéd. Az angol válogatottban 81-szer lépett pályára. 2023-ban beiktatták a Premier League Hírességek Csarnokába.
Öccse, Anton Ferdinand a Police United hátvédje, unokatestvére pedig a volt válogatott labdarúgó, Les Ferdinand.

## Pályafutása

### West Ham United
Ferdinandra Frank Lampard édesapja figyelt fel, az ő javaslatára csábította magához a West Ham United. 1996. május 5-én mutatkozhatott be az első csapatban, amikor egy Sheffield Wednesday ellen meccsen csereként váltotta Tony Cottee-t. Az 1997–98-as szezon végén, 19 évesen megkapta az év legjobbjának járó díjat a londoniaknál.

### Leeds United
2000 novemberében 18 millió fontért a Leeds Unitedhez igazolt. Ezzel megdőlt a brit átigazolási rekord és ő lett a világ legdrágább hátvédje is. Nem indult jól a pályafutása a fehér mezeseknél, egy Leicester City elleni 3–0-s vereség során mutatkozott be, de ezután hamar fontos tagja lett a csapat védelmének. A 2000–01-es szezonban a Leeds a UEFA-bajnokok ligája elődöntőjéig jutott. A negyeddöntőben, a Deportivo La Coruña ellen gólt is szerzett. A következő idényben megkapta a csapatkapitányi karszalagot a csapatától.

### Manchester United
Ferdinand 2002. július 22-én, 29,1 millió font ellenében a Manchester Unitedhez igazolt. Eleinte gyengén teljesített, de később magára talált és bebizonyította, hogy nem volt hiába megdönteni a brit átigazolási csúcsot a megszerzéséért. 2003-ban nem jelent meg egy doppingteszten, amit azzal magyarázott, hogy a költözködés közepette teljesen elfelejtette. Végül 50 ezer fontos büntetést és nyolc hónapos eltiltást kapott, ami miatt a 2004-es Eb-t is ki kellett hagynia.
2005. december 14-én, egy Wigan Athletic elleni meccsen megszerezte első gólját a Unitedben. Nem sokkal később a West Bromwich Albion ellen is betalált, majd győztes gólt szerzett a Liverpool ellen. Az ősi riválisnak később, 2006. október 22-én is lőtt egy gólt, a Vörös Ördögök akkor 2–0-ra nyertek.

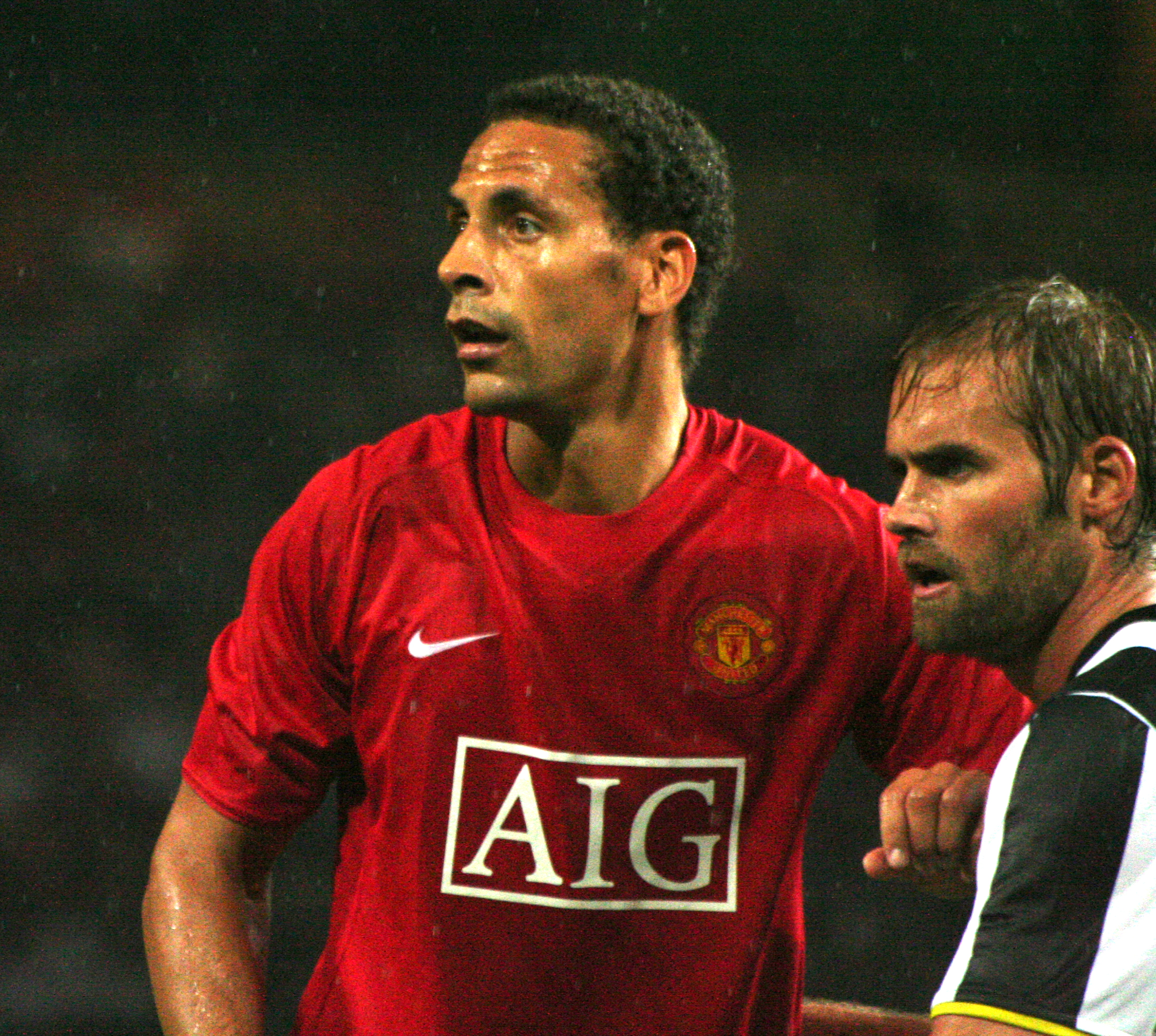
Ferdinand a Manchester United mezében

2006 januárjában a Manchester United leigazolta Nemanja Vidićet, akivel azóta is remek párost alkotnak a védelem közepén. A 2006–07-es szezonban nekik köszönhetően a Unitednek volt egy hatmeccses sorozata, mely alatt nem kapott gólt a bajnokságban. A jó széria egy Aston Villa elleni mérkőzéssel szakadt meg. Ferdinand az idény során, egy FK Dinamo Kijiv elleni UEFA-bajnokok ligája-meccsen gólt fejelt, ez volt az első nemzetközi kupameccsen a manchesteriek színeiben.
2008. május 8-án, a Portsmouth elleni FA Kupa-meccsen kiállították Tomasz Kuszczakot és büntetőt ítéltek a Manchester United ellen. Ferdinand állt be a kapuba, jó irányba vetődött Sulley Muntari lövésénél, de nem tudott hárítani.
Szóba került, hogy esetleg a Barcelonához igazol, de 2008 áprilisában Michael Carrickkel és Wes Brownnal együtt új szerződést írt alá a Uniteddel. Ő volt a csapatkapitány a 2008-as BL-döntőn, melyet csapata megnyert, így ő vehette volna át elsőként a trófeát, de Ryan Giggsszel közösen emelték a magasba, mivel a legtöbb meccsen a walesi viselte a karszalagot.

## Válogatott
Ferdinand 1997. november 15-én, 19 évesen és 8 naposan, Kamerun ellen mutatkozott be az angol válogatottban, ezzel ő lett a nemzeti csapat legfiatalabb védője. Ezt a csúcsot azóta Micah Richards már megdöntötte. Szerepelhetett volna az 1998-as vb-n is, de miután megvádolták ittas vezetéssel, az akkori szövetségi kapitány, Glenn Hoddle úgy döntött, nem fogja játszatni. Később, a 2002-es és 2006-os vb-n már alapemberként segítette a Háromoroszlánosokat. Eltiltása alatt John Terry pótolta.
Miután Fabio Capello lett a válogatott szövetségi kapitánya, több játékos, köztük Ferdinand is megkapta a csapatkapitányi karszalagot, hogy kiderüljön, melyikük a legjobb vezető. Végül Terry tette a legjobb benyomást az olasz mesterre.
Ferdinand eddig három gólt szerzett a válogatottban, Dánia, Oroszország és Kazahsztán ellen volt eredményes.
A 2010-es labdarúgó-világbajnokságra nevezett angol keret csapatkapitánya volt, ám egy héttel a torna előtt egy edzésen megsérült és ezért helyét a keretben Michael Dawson vette át, a csapatkapitányi karszalagot pedig Steven Gerrard viseli majd.

### Góljai a válogatottban
| # | Dátum                | Helyszín       | Ellenfél    | Gól | Eredmény | Esemény                           |
| - | -------------------- | -------------- | ----------- | --- | -------- | --------------------------------- |
| 1 | 2002. július 15.     | Niigata, Japán | Dánia       | 1-0 | 3-0      | 2002-es világbajnokság            |
| 2 | 2007. szeptember 12. | London, Anglia | Oroszország | 3-0 | 3-0      | 2008-as Eb-selejtező              |
| 3 | 2008. október 11.    | London, Anglia | Kazahsztán  | 1-0 | 5-1      | 2010-es világbajnokság, selejtező |

## Sikerei

### Manchester United
- Angol bajnok: 2002/03, 2006/07, 2007/08, 2008/09, 2010-11, 2012-13
- Ligakupa-győztes: 2006, 2009, 2010
- FA Community Shield: 2003, 2007, 2008, 2010
- Bajnokok Ligája-győztes: 2008
- FIFA-klubvilágbajnok: 2008

### Egyéni
- Premier League Hírességek Csarnoka: 2023